# Γ-咔啉
γ-咔啉（英語：γ-Carboline）是一种含氮杂环有机化合物，分子式C11H8N2。